# Moschoneura pinthous
Genre
Espèce
Moschoneura pinthous est une espèce de lépidoptères (papillons) sud-américains de la famille des Pieridae et de la sous-famille des Dismorphiinae. Elle est l'unique espèce du genre monotypique Moschoneura.

## Description
L'imago de Moschoneura pinthous est un papillon au-dessus blanc à vert pâle largement bordé de brun sombre. Les ailes antérieures sont bordées et barrées de brun, ce qui laisse trois grosses taches claires, apicale, médiane et basale. Les ailes postérieures sont blanches ou vert pâle avec une bordure brune doublée d'une ligne submarginale orange. Le revers possède la même ornementation.

## Distribution et biotopes
L'espèce est présente dans la moitié nord de l'Amérique du Sud, notamment au Suriname, en Guyane, en Colombie, en Équateur, au Brésil et au Pérou.
En Guyane, elle réside sur les bords de l'Amazone.

## Systématique
L'espèce actuellement appelée Moschoneura pinthous a été décrite par le naturaliste suédois  Carl von Linné en 1758, sous le nom initial de Papilio pinthous.
Elle est l'unique espèce du genre Moschoneura, qui a été décrit en 1870 par le zoologiste britannique Arthur Gardiner Butler. 

### Sous-espèces
Plusieurs sous-espèces ont été décrites :
- Moschoneura pinthous pinthous (Linnaeus, 1758) — au Suriname.
- Moschoneura pinthous methymna (Godart, 1819)
- Moschoneura pinthous cyra (Doubleday, 1844) — au Brésil (Bahia).
- Moschoneura pinthous ela (Hewitson, 1877) — en Équateur.
- Moschoneura pinthous ithomia (Hewitson, 1867) — en Équateur et au Pérou.
- Moschoneura pinthous amelina (Hopffer, 1874) — au Pérou.
- Moschoneura pinthous proxima (Röber, 1924) — au Brésil (Amazonas).
- Moschoneura pinthous patricia Lamas, 2004 — au Pérou.

## Noms vernaculaires
L'espèce est appelée Pinthous Mimic White en anglais.

## Protection
L'espèce n'a pas de statut de protection particulier en France (Guyane).